# 특급증권정보
특급증권정보는 iTV 경인방송에서 방송되었던 증권 정보 프로그램이다.

## 역사
1999년 9월 6일 "특급증권정보 플러스머니 이것이 승부주"로 첫방송을 시작해, 2000년 6월 19일부터 "특급증권정보"로 제목을 변경했고, 이후 2000년 9월 25일부터 원년 제목인 "특급증권정보 플러스머니 이것이 승부주"로 다시 환원했다가, 2001년 10월 22일부터 "특급증권정보"로 다시 제목을 변경했으나, 2002년 4월 4일 방송을 마지막으로 폐지되었다.

## 역대 방송시간
| 방송 채널 | 방송 기간                          | 방송 시간                                               | 제목                                  |
| --------- | ---------------------------------- | ------------------------------------------------------- | ------------------------------------- |
| iTV       | 1999년 9월 6일 ~ 2000년 6월 16일   | 월~목요일 밤 9:40 ~ 밤 10:00, 금요일 밤 9:30 ~ 밤 10:00 | 특급증권정보 플러스머니 이것이 승부주 |
| iTV       | 2000년 9월 25일 ~ 2000년 12월 29일 | 평일 밤 9:30 ~ 밤 10:00                                 | 특급증권정보 플러스머니 이것이 승부주 |
| iTV       | 2001년 1월 1일 ~ 2001년 10월 19일  | 평일 밤 9:40 ~ 밤 10:00                                 | 특급증권정보 플러스머니 이것이 승부주 |
| iTV       | 2000년 6월 19일 ~ 2000년 9월 22일  | 평일 밤 11:40 ~ 밤 11:55                                | 특급증권정보                          |
| iTV       | 2001년 10월 22일 ~ 2002년 4월 4일  | 월~목요일 밤 9:40 ~ 밤 10:00, 금요일 밤 9:30 ~ 밤 10:00 | 특급증권정보                          |

## 역대 MC

### 특급증권정보 플러스머니 이것이 승부주
- 1999년 9월 6일 ~ 2000년 6월 16일, 2000년 9월 25일 ~ 2001년 6월 29일 : 황인태, 선우경
- 2001년 7월 2일 ~ 2001년 10월 19일 : 김헌, 박근혜

### 특급증권정보
- 2000년 6월 19일 ~ 2000년 9월 22일 : 황인태, 선우경
- 2001년 10월 22일 ~ 2002년 4월 4일 : 김헌, 박근혜